# Lucas Viano
Lucas Viano es un periodista científico de la ciudad de Córdoba, Argentina.

## Biografía
Estudió Comunicación en la Universidad  Nacional de Córdoba. Desde 2004 trabaja como periodista en el diario La Voz del Interior de Córdoba donde escribe sobre temas de ciencia y ambiente. Egresado del curso de periodismo científico de la Fundación Leloir en Buenos Aires y de la Diplomatura en Comunicación Científica, Médica y Medioambiental que dictó en Buenos Aires la Universidad Pompeu Fabra en 2008.  Fue becado para participar de la 6.ª edición del Taller Jack Ealy de Periodismo Científico en 2009, de la cumbre RIO+20 en 2012, del encuentro anual de la Asociación Americana para el Avance de la Ciencia en 2013 y las conferencias de Falling Walls Foundation en 2016. 
Entre 2014 y 2017 colaboró para la edición web en español de la revista Scientific American. Colabora en varios medios gráficos y web de Córdoba y es columnista en radio Continental Córdoba. Ha sido premiado por Asociación de Entidades Periodísticas Argentina ADEPA y el sindicato de prensa de Córdoba, entre otros reconocimientos. En 2017 recibió un diploma al mérito en Comunicación-Periodismo de los Premios Konex. También es docente del posgrado de la Especialización en Comunicación Pública de la Ciencia de la Universidad Nacional de Córdoba (UNC).